# Diego de Torres Bello
Diego de Torres Bello, né en 1551 à Zamora (Royaume d'Espagne) et mort le 8 août 1638 à La Plata (Empire espagnol) est un prêtre jésuite espagnol missionnaire au Pérou. Il est considéré comme le fondateur des premières réductions jésuites d'Amérique latine.

## Biographie
Diego de Torres Bello est issu d'une famille de haute noblesse espagnole. Il est reçu dans la Compagnie de Jésus en 1570. Sa théologie achevée, il demande à être envoyé en mission au Pérou. Il rejoint Lima en 1581 et passe les premières années de sa vie missionnaire à apprendre les langues locales (quechua et aymara) et à visiter les villages indiens. Il est ensuite nommé recteur successivement des collèges de Cuzco, puis de Quito et enfin de Potosi. 
En 1600, il est de retour en Europe. Il se rend à Rome où il rencontre le pape, le général Claudio Acquaviva à qui il transmet lettres et demandes des évêques des Andes comme des princes incas. En 1603, il reçoit la bénédiction du pape Clément VIII et du général jésuite pour se lancer dans le projet de créations de réductions d'Indiens au Paraguay, une bulle pontificale en quechua est rédigée dans ce sens. L'objectif est clair : protéger les Indiens de l'esclavage et de la convoitise des colons espagnols et portugais. Les Indiens vivant dans ces réductions seront désormais des vassaux libres et autonomes de la Couronne espagnole, protégés par le droit, un droit garanti par les jésuites. Il retourne en Amérique comme provincial du Chili, du Paraguay et du Tucumán et se lance dans la création des différentes réductions. Celles-ci seront un succès. A ce titre, Diego de Torres Bello est considéré comme le fondateur des Réductions d'Amérique latine.